# V. E. Schwab
Victoria Schwab (7 de julio de 1987), también conocida por su seudónimo V. E. Schwab, es una escritora de fantasía estadounidense que se ha destacado por sus obras Vicious, La vida invisible de Addie LaRue y la saga Sombras de magia. 

## Obra
The Guardian dijo de Vicious que era "una brillante exploración de la mythos del superhéroe y un emocionante thriller enfocado en la venganza". Recibió asimismo una reseña positiva de Publishers Weekly, que llegó a considerarla uno de los mejores libros de ciencia ficción, fantasía y terror de 2013. La Reference and User Services Association de la American Library Association también la colocó en la cima de su lista de lecturas para 2014. A finales de 2013, Story Mining & Supply Co. y Scott Free Productions de Ridley Scott compraron conjuntamente los derechos para una adaptación cinematográfica.
En 2014, Schwab firmó un contrato para editar dos libros con Tor Books. Su siguiente novela, A Darker Shade of Magic, se publicó en febrero de 2015 y recibió otra crítica positiva de Publishers Weekly. Tanto Vicious como la saga Shades of Magic se publican bajo el sello de Tor Books.

### Como Victoria Schwab

#### Obras autoconclusivas
- The Near Witch (2011). Hyperion Books.
- Spirit Animals (Fall of the Beasts) Book 2: Broken Ground (2015). Scholastic.

#### SagaMonsters of Verity
- Una Canción Salvaje (This Savage Song, 2016). Greenwillow Books.
- Un Dueto Oscuro (Our Dark Duet, 2017). Greenwillow Books.[8]

#### SagaThe Archived
- El Archivo (The Archived, 2013). Disney-Hyperion.
- El Vacío (The Unbound, 2014). Disney-Hyperion.

#### SagaEveryday Angel
- Everyday Angel #1: New Beginnings (2014). Scholastic.
- Everyday Angel #2: Second Chances (2014). Scholastic.
- Everyday Angel #3: Last Wishes (2014). Scholastic.

### Como V. E. Schwab

#### SagaVicious
- Una Obsesión Perversa (Vicious, 2013). Tor Books.
- Una Venganza Mortal (Vengeful, 2018).  Tor Books.

#### SagaSombras de Magia
- Una magia más oscura (A Darker Shade of Magic, 2015). Minotauro
- Concilio de sombras (A Gathering of Shadows, 2016). Minotauro
- Conjuro de luz (A Conjuring of Light, 2017). Minotauro[9]

#### Obras autoconclusivas
- La vida invisible de Addie LaRue (2020).

- Gallant (2022).
- Que entierren nuestros huesos en la medianoche (2025)